# سبرينغ فالي (نيفادا)
سبرينغ فالي (بالإنجليزية: Spring Valley)‏ هي بلدة غير مدخلة  ومكان مخصص للإحصاء وجزء من بلدية لاس فيغاس في مقاطعة كلارك في ولاية نيفادا الأمريكية، وتقع على بعد 2 ميل (3 كم) غرب لاس فيغاس ستريب. بلغ عدد سكانها 178,395 نسمة في تعداد عام 2010.  تم تشكيل سبرينغ فالي في مايو 1981. 